# Сливница (Ресен)
Сливница (мкд. Сливница) је насеље у Северној Македонији, у јужном делу државе. Сливница припада општини Ресан.

## Географија
Насеље Сливница је смештено у југозападном делу Северне Македоније. Од најближег већег града, Битоља, насеље је удаљено 40 km југозападно, а од општинског средишта 20 јужно.
Сливница се налази у области Доње Преспе, области око северне обале Преспанског језера. Насеље је смештено на источној обали Преспанског језера, док се источно од насеља почиње издизати планина Баба. Надморска висина насеља је приближно 930 метара.
Клима у насељу је планинска због знатне надморске висине.

## Становништво
Сливница је према последњем попису из 2002. године имало 188 становника. 
Претежно становништво су етнички Македонци (100%).
Већинска вероисповест је православље.